# Raúl Bravo
Raúl Bravo Sanfélix (Gandia, 14 april 1981) is een Spaans voormalig voetballer die als linkervleugelverdediger speelde.

## Clubvoetbal
Bravo kwam in 1996 bij de jeugd van Real Madrid. Op 6 oktober 2001 debuteerde hij voor het eerste elftal tegen Atlético Madrid in de Primera División. Door de sterke concurrentie van de Braziliaan Roberto Carlos op de positie van linksback wist Bravo nooit uit te groeien tot een basiswaarde bij Los Merengues. Een seizoen op huurbasis in 2002/2003 bij Leeds United was weinig succesvol en de Spanjaard speelde slechts vijf wedstrijden voor de Engelse club in de Premier League. In 2009 speelde hij zes maanden op huurbasis voor CD Numancia. Eind augustus 2012 tekende Bravo, die ondertussen een vrije speler was geworden, bij het Belgische Beerschot AC. In het seizoen 2013/14 speelde hij wederom in Spanje voor Córdoba CF. Hierna keerde Bravo terug naar Griekenland waar hij eerst voor Veria FC speelde en sinds september 2015 voor Aris FC uitkomt. In 2017 beëindigde hij zijn loopbaan.

## Nationaal elftal
Bravo kwam veertien keer uit voor het Spaans nationaal elftal. Hij debuteerde op 21 augustus 2002 tegen Hongarije. Bravo behoorde tot de Spaanse selectie voor het Europees kampioenschap 2004 in Portugal. Spanje kwam niet verder dan de groepsfase op dit toernooi en Bravo was in alle drie de groepswedstrijden basisspeler. De laatste wedstrijd van Spanje op het toernooi, op 20 juni 2004 tegen Portugal, was tevens de laatste interland van Bravo.

## Clubstatistieken
| Seizoen | Club                | Competitie         | Duels | Goals |
| ------- | ------------------- | ------------------ | ----- | ----- |
| 2001/02 | Real Madrid         | Primera División   | 6     | 0     |
| 2002/03 | Real Madrid         | Primera División   | 2     | 1     |
| 2002/03 | Leeds United (huur) | Premier League     | 5     | 0     |
| 2003/04 | Real Madrid         | Primera División   | 32    | 1     |
| 2004/05 | Real Madrid         | Primera División   | 14    | 0     |
| 2005/06 | Real Madrid         | Primera División   | 15    | 2     |
| 2006/07 | Real Madrid         | Primera División   | 8     | 0     |
| 2007/08 | Olympiakos Piraeus  | Super League       | 7     | 0     |
| 2008/09 | Olympiakos Piraeus  | Super League       | 6     | 0     |
| 2008/09 | CD Numancia (huur)  | Primera División   | 6     | 0     |
| 2009/10 | Olympiakos Piraeus  | Super League       | 26    | 0     |
| 2010/11 | Olympiakos Piraeus  | Super League       | 6     | 0     |
| 2011/12 | Rayo Vallecano      | Primera División   | 6     | 0     |
| 2012/13 | Beerschot AC        | Jupiler Pro League | 12    | 0     |
| 2013/14 | Córdoba CF          | Segunda División   | 30    | 1     |
| 2014/15 | Veria FC            | Super League       | 23    | 1     |
| 2015/16 | Aris FC             | Super League       | 10    | 0     |
| 2015/16 | Veria FC (huur)     | Super League       | 6     | 0     |
| 2016/17 | Aris FC             | Super League       | 15    | 1     |
| TOTAAL  | TOTAAL              | TOTAAL             | 234   | 7     |

## Palmares
| Nationaal              |    |            |
| Spaans kampioen        | 2x | 2003, 2007 |
| Supercopa              | 2x | 2001, 2003 |
| Grieks kampioen        | 2x | 2008, 2011 |
| Europees               |    |            |
| UEFA Champions League  | 1x | 2002       |
| Europese Supercup      | 1x | 2002       |
| Wereldbeker voor clubs | 1x | 2002       |